# Крюїнг

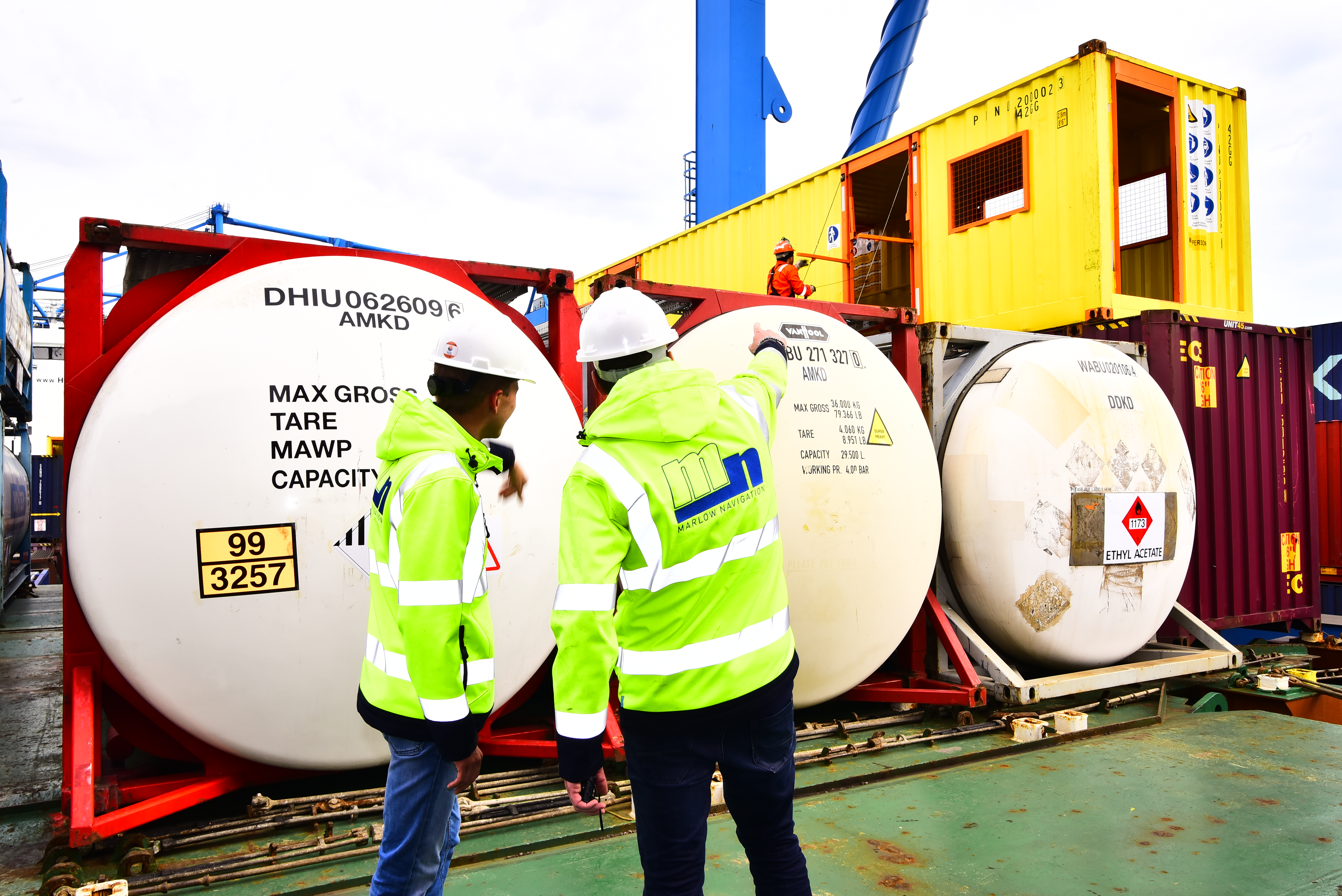
Управління екіпажем у морській / судноплавній галузі — регулярні інспекції екіпажів

Крю́їнг, управління екіпажем суден (англ. crewing, від crew — «екіпаж») — послуги, які надають спеціалізовані судноплавні компанії. Послуги з управління екіпажами є важливою частиною морського та суднового управління, що включає управління всіма різними видами діяльності, що виконуються екіпажем на борту суден, а також супутні адміністрації на березі. Основні місця, де здійснюється діяльність з управління екіпажами, включають Лімасол (Кіпр), Сінгапур, Гонконг та Мальту.

## Менеджер екіпажу

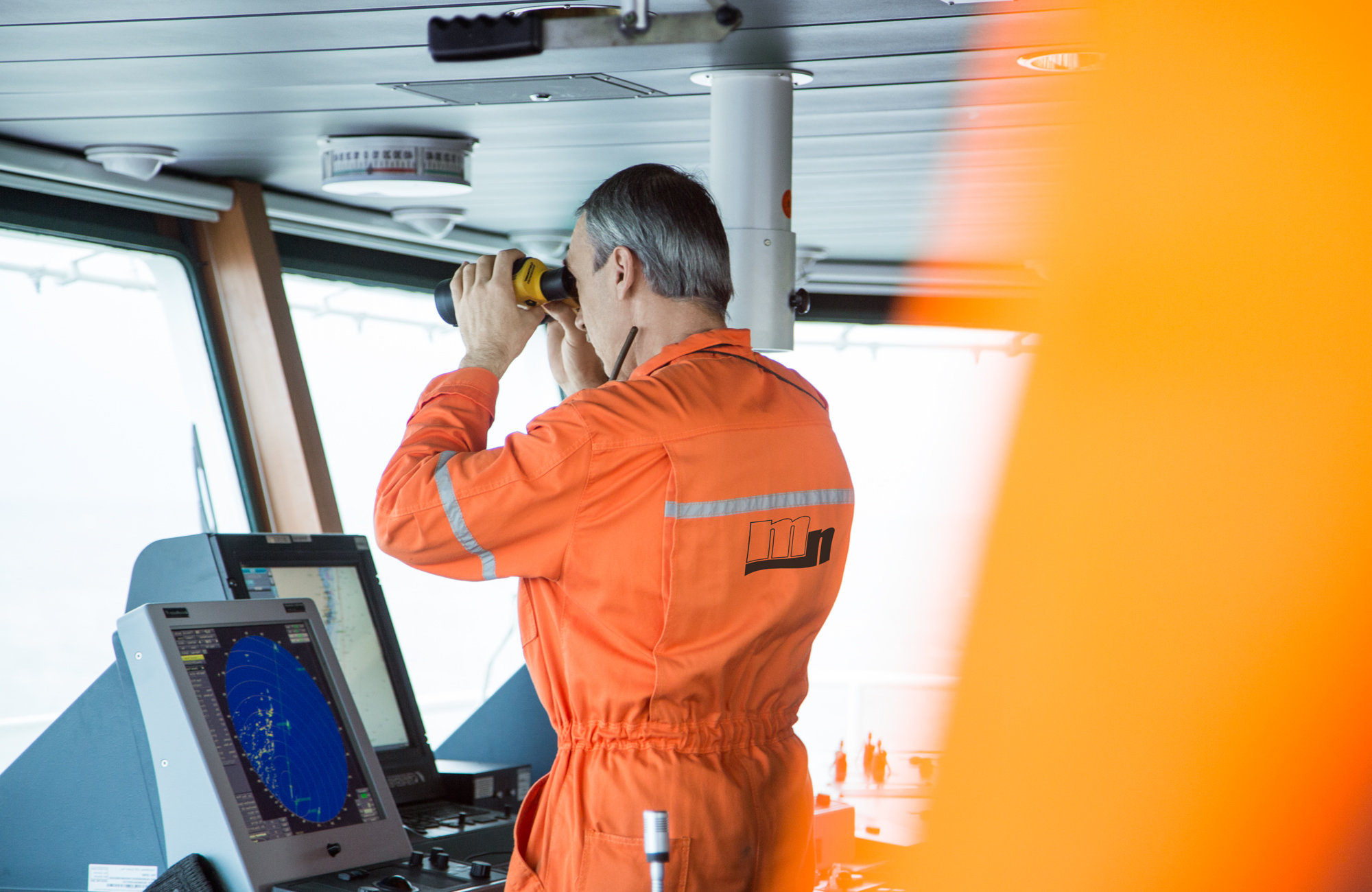
Управління екіпажем — капітан на морі

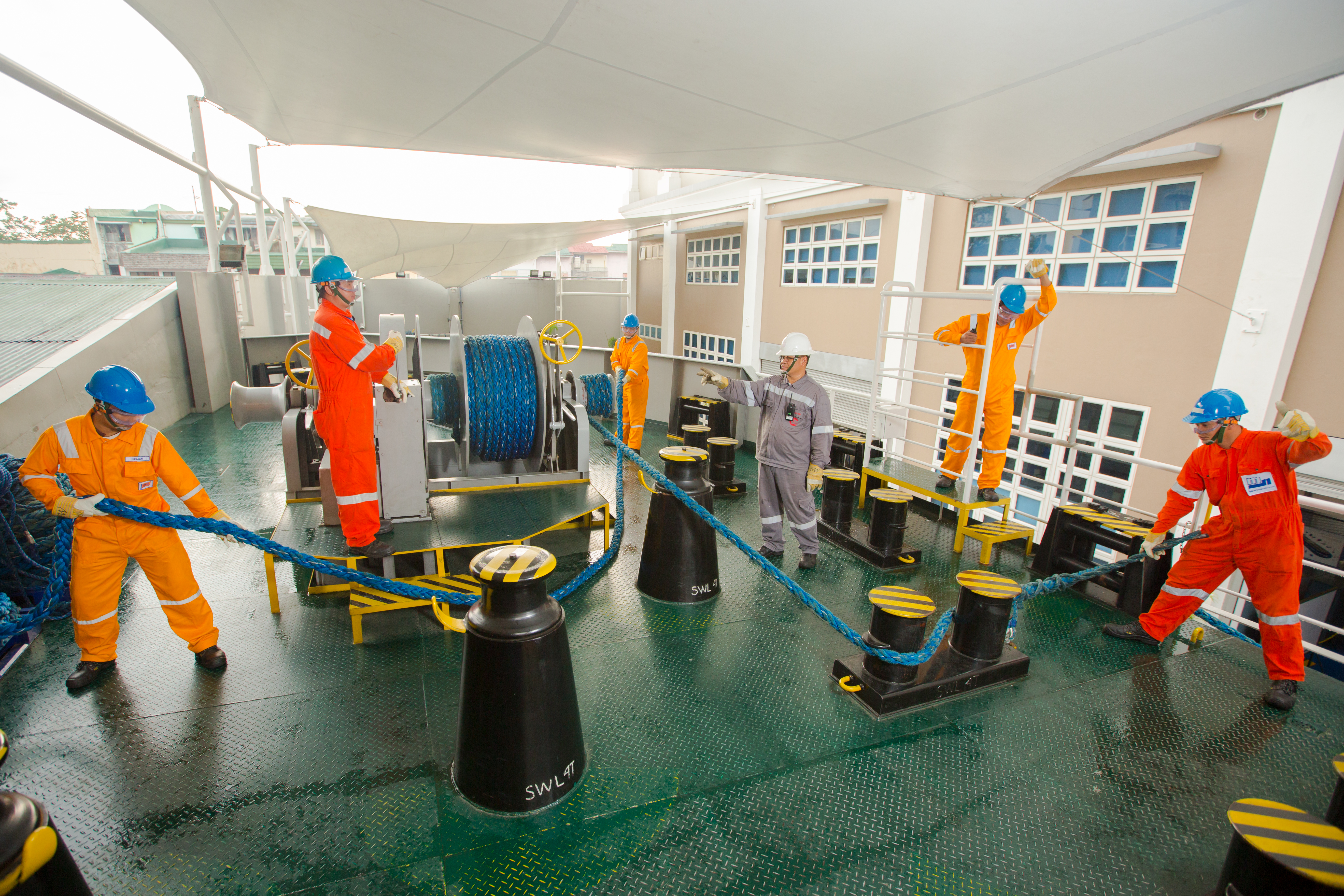
Швартовна станція — навчання екіпажу в Об'єднаному морському навчальному центрі в Манілі

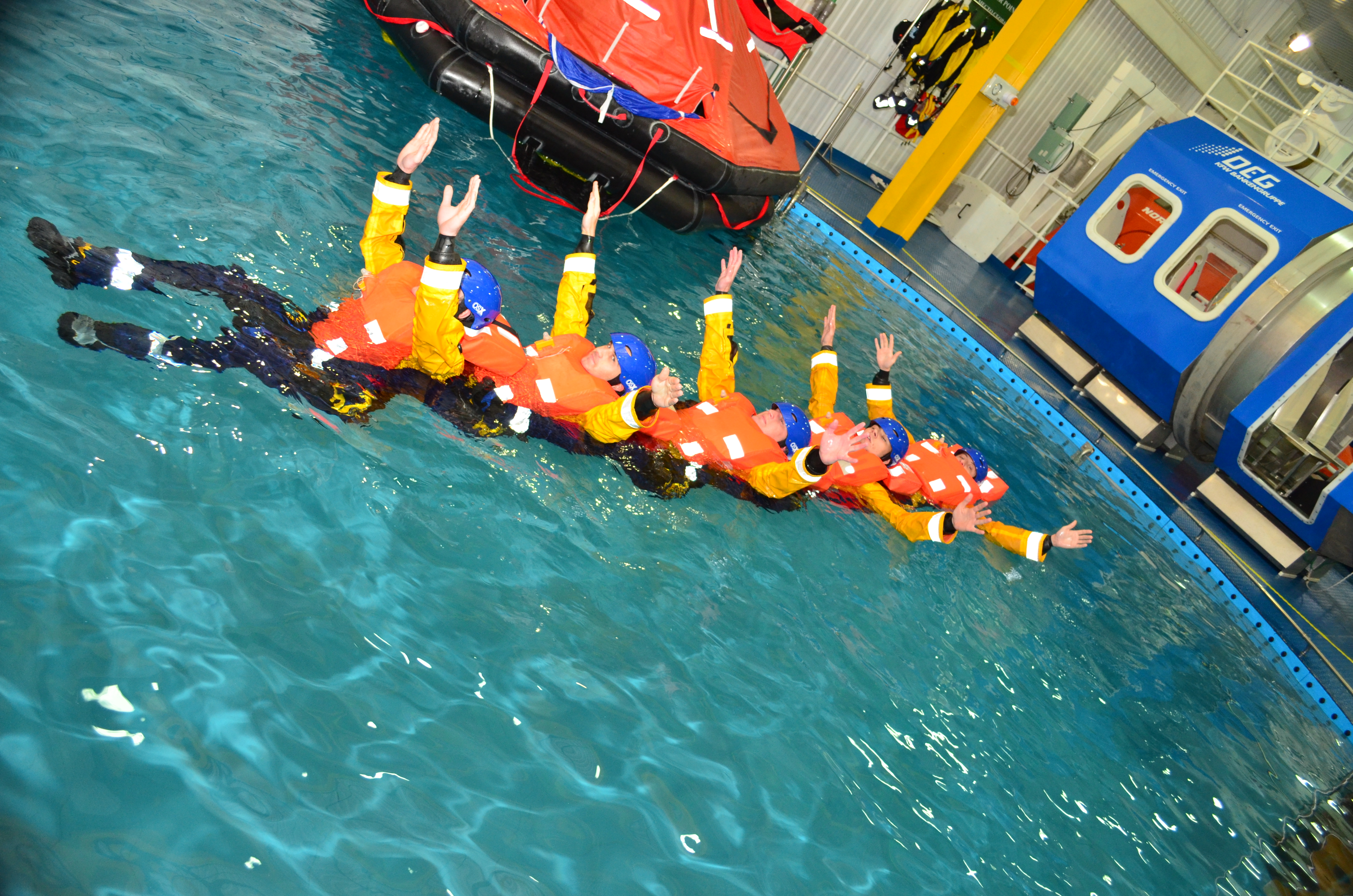
Херсонський морський спеціалізований навчальний центр в Україні

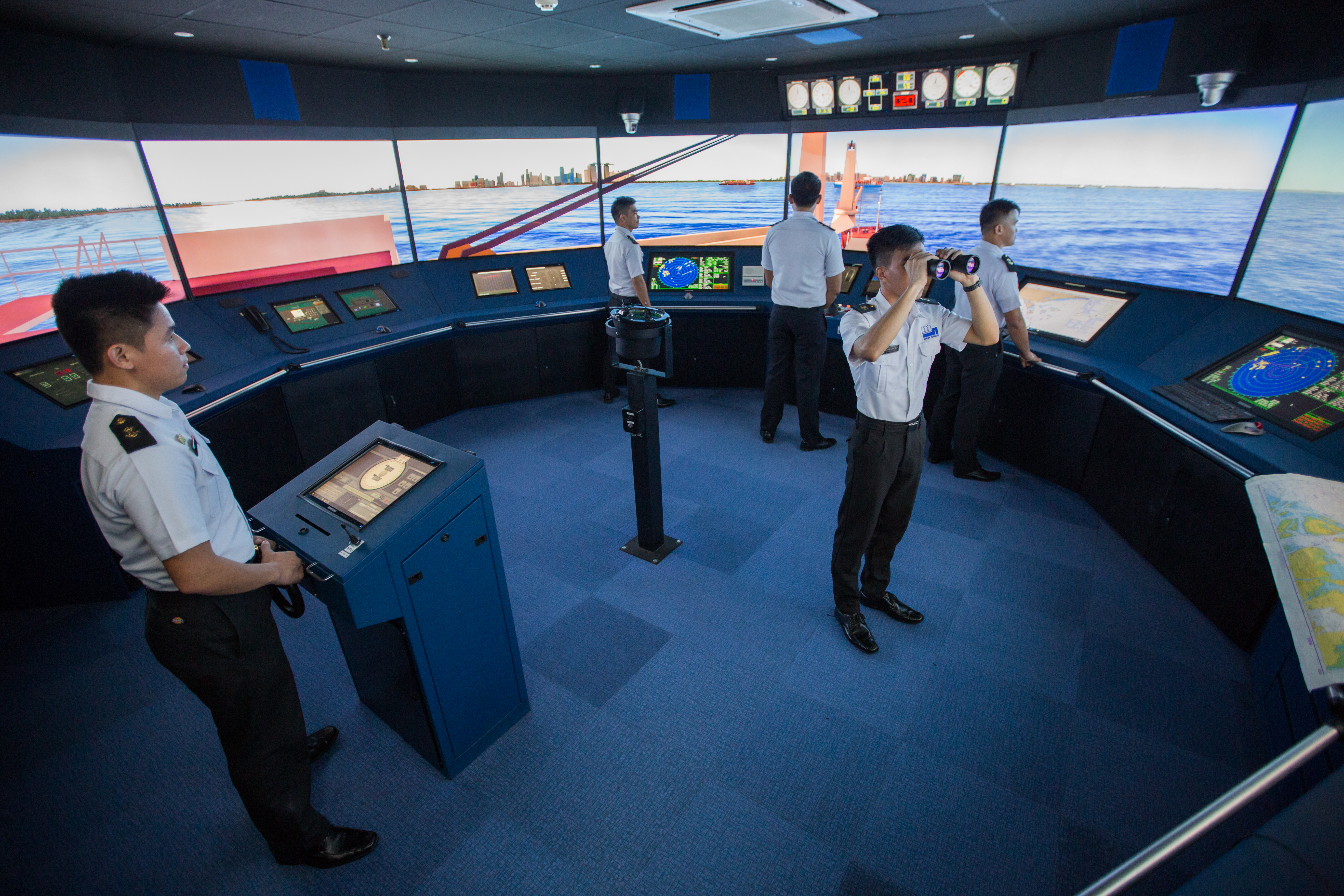
Повний місійний міст-тренажер — навчання екіпажу в UMTC на Філіппінах

Організації, що надають послуги з управління екіпажами, відомі як компанії з управління екіпажами, або менеджери екіпажів, за замовленням власників суден, менеджерів суден, операторів суден або фрахтувальників відповідно до контракту на управління екіпажем.
Компанії з управління екіпажами відповідають за людські ресурси та комплектування всіх типів суден, використовуючи свої управлінські офіси, а також мережу локалізованих кадрових агентств, що базуються у ключових місцях пошуку моряків. Найчастіше ці послуги включають набір екіпажу, розгортання на судні, планування та регулярне навчання та розвиток. Компанії, що займаються управлінням екіпажами, також несуть відповідальність за постійне управління та адміністративні обов'язки моряків, такі як оплата праці, організація подорожей, страхування та охорона здоров'я, загальний розвиток кар'єри, а також їх повсякденний добробут.
Спеціалізоване програмне забезпечення для екіпажів, яке зазвичай розробляється компаніями, що займаються управлінням екіпажами, використовується для управління діяльністю та даними, пов'язаними з екіпажем. Це включає розклад екіпажів на борту та поза бортом суден, галузеві сертифікати та документацію, логістичні аспекти екіпажу в організації подорожей та оплати праці / кадровий стан, графіки навчання та модернізації екіпажів, а також завдання адміністративного управління, такі як оцінка роботи та статистичний аналіз, зворотній зв'язок, управління та звітування та виставлення рахунків власниками суден, онлайн-інтерфейс клієнта та інтегрований CRM.

## Місця набору
Більшість рейтингів моряків міжнародної судноплавної галузі набирається з країн, що розвиваються, особливо з Далекого Сходу та Південно-Східної Азії, а саме з Філіппін (моряки Філіппін), Індії та Китаю.
Країни ОЕСР (Північна Америка, Західна Європа, Японія та ін.) залишаються важливим джерелом для офіцерів, однак зараз значна кількість набирається з Далекого Сходу та Східної Європи, причому значна кількість надходить з України, Росії, Хорватії та Латвії. Серед інших основних країн, що забезпечують робочу силу моряків, — Греція, Японія та Велика Британія.

## Проблеми в крюїнгу
Людські ресурси та людський елемент управління екіпажем надзвичайно важливі для сталого розвитку морських перевезень, а також, у свою чергу, для глобальної торгівлі.
Основним питанням, що впливає на світовий сектор управління екіпажами та ширшу галузь судноплавства, є очікувана нестача кваліфікованих моряків протягом найближчих років, особливо для спеціалізованих суден, таких як хімічні, LNG та LPG, інженерно-технічні та офіцери на рівні управління. Останні два головним чином через відсутність достатньої кількості нових вакансій, щоб нові курсанти могли пройти необхідну підготовку на морі, в поєднанні з нинішньою нестабільністю ринку.
Хоча, як прогнозується, глобальна пропозиція офіцерів постійно зростатиме, прогнозується, що вона буде випереджати зростанням попиту. Це породжує занепокоєння щодо майбутньої судноплавної діяльності та підтримання морських ноу-хау; як на борту, так і на суші.
Про ці прогнозовані глобальні дефіцити у забезпеченні моряків повідомляють багато великих галузевих організацій, такі як Дріурі та Звіт про робочу силу BIMCO / ICS , хоча фактично відрізняються. Незалежно від точності цих оцінок, постійний дефіцит офіцерів у всьому світі підтверджується також Міжнародною морською організацією (ІМО).